# Río Tinto (fleuve)
Pour les articles homonymes, voir Rio Tinto.
Le río Tinto (« rivière Rouge ») est un fleuve du sud-ouest de l'Espagne, provenant de la Sierra Morena en Andalousie.
Le long du fleuve se trouve la mine de Rio Tinto, exploitée depuis l'antiquité pour sa richesse en cuivre, argent, or et autres minéraux. Puis par la société fondée en 1873, cette mine rachetée a donné son nom au groupe minier multinational anglo-australien Rio Tinto.

## Géographie
De 100 km de longueur[réf. nécessaire], il débouche dans le golfe de Cadix à Huelva.

### Bassin versant
Son bassin versant est de 739 km2 de superficie[réf. nécessaire].

## Pollution
Le Río Tinto est connu pour être très acide (pH 2) et avec une teinte rougeâtre profonde due au fer dissous dans l'eau.
L'acidité du cours d'eau a été longtemps attribuée aux activités minières locales. Des analyses récentes ont démontré que ce pH était produit par des bactéries extrémophiles en lien avec un drainage minier acide.
Ce phénomène, auto-entretenu en raison de l'abondance du sous-sol en pyrites (Pyrite Belt), contribue d'une part à l'acidification générale des eaux douces et à l'acidification des mers (sur le plateau continental notamment). Il contribue aussi à d'importants transferts de métaux lourds et métalloïdes toxiques et écotoxiques vers l'aval du fleuve, jusqu'en mer.

## Galerie

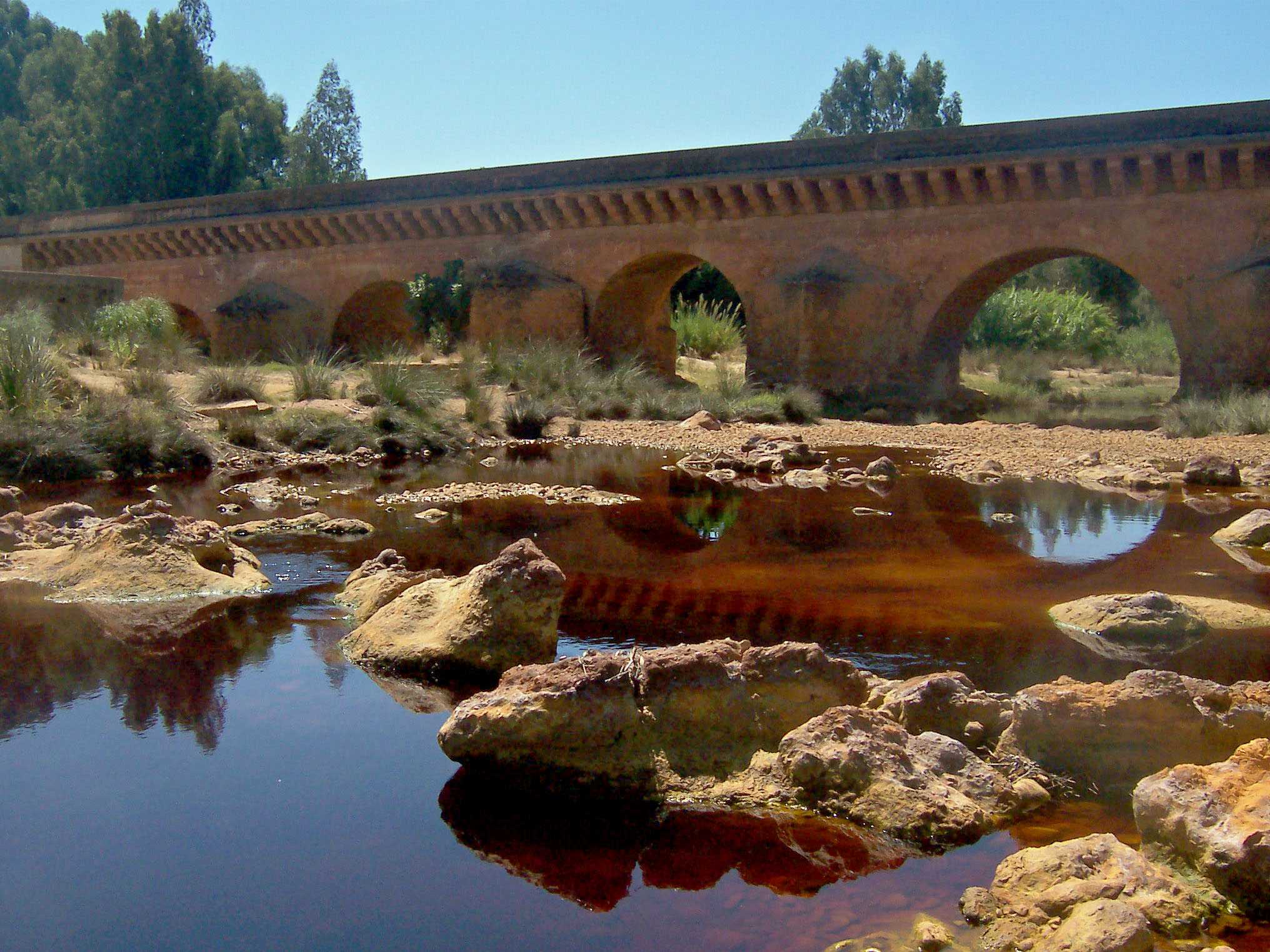
Pont romain sur le río Tinto. Niebla (Huelva).
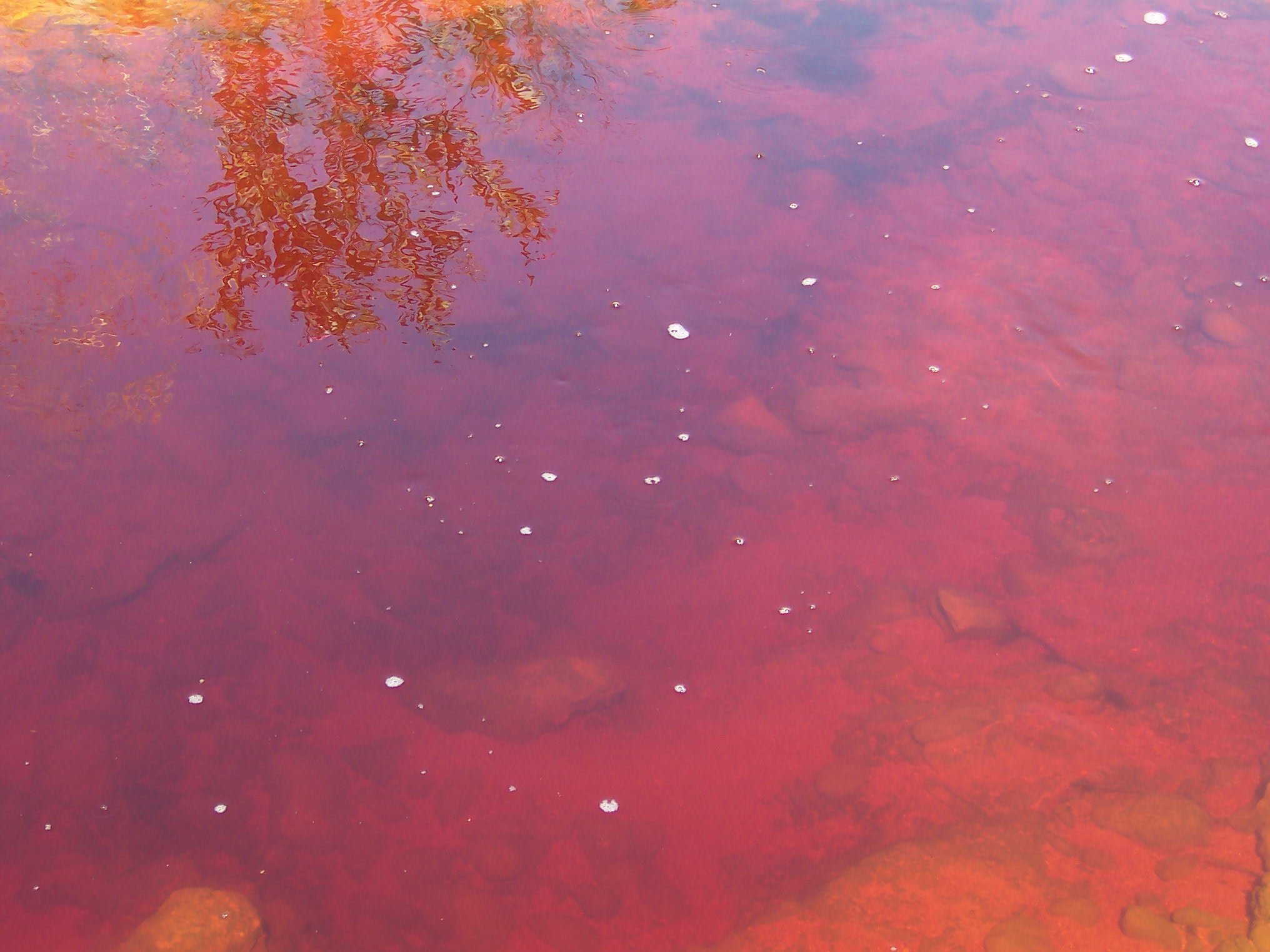
Río Tinto
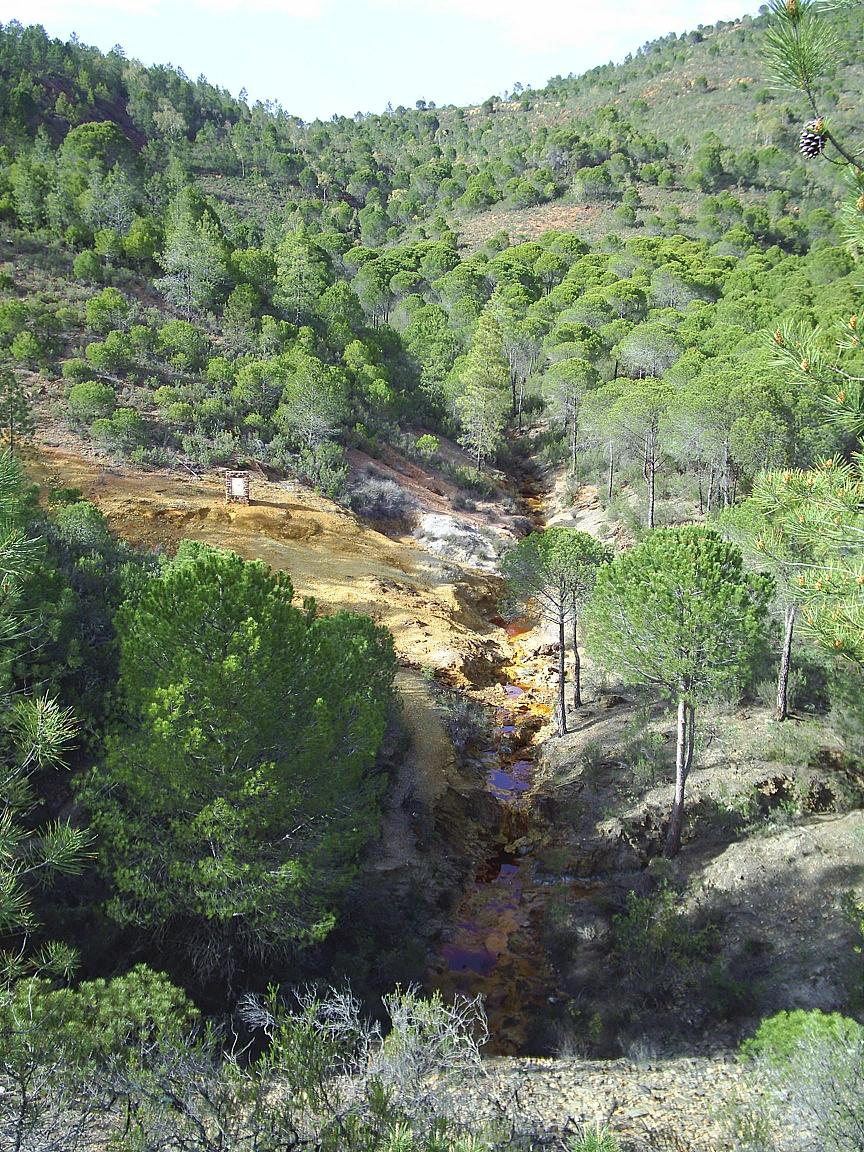
Source du Río Tinto à Nerva.
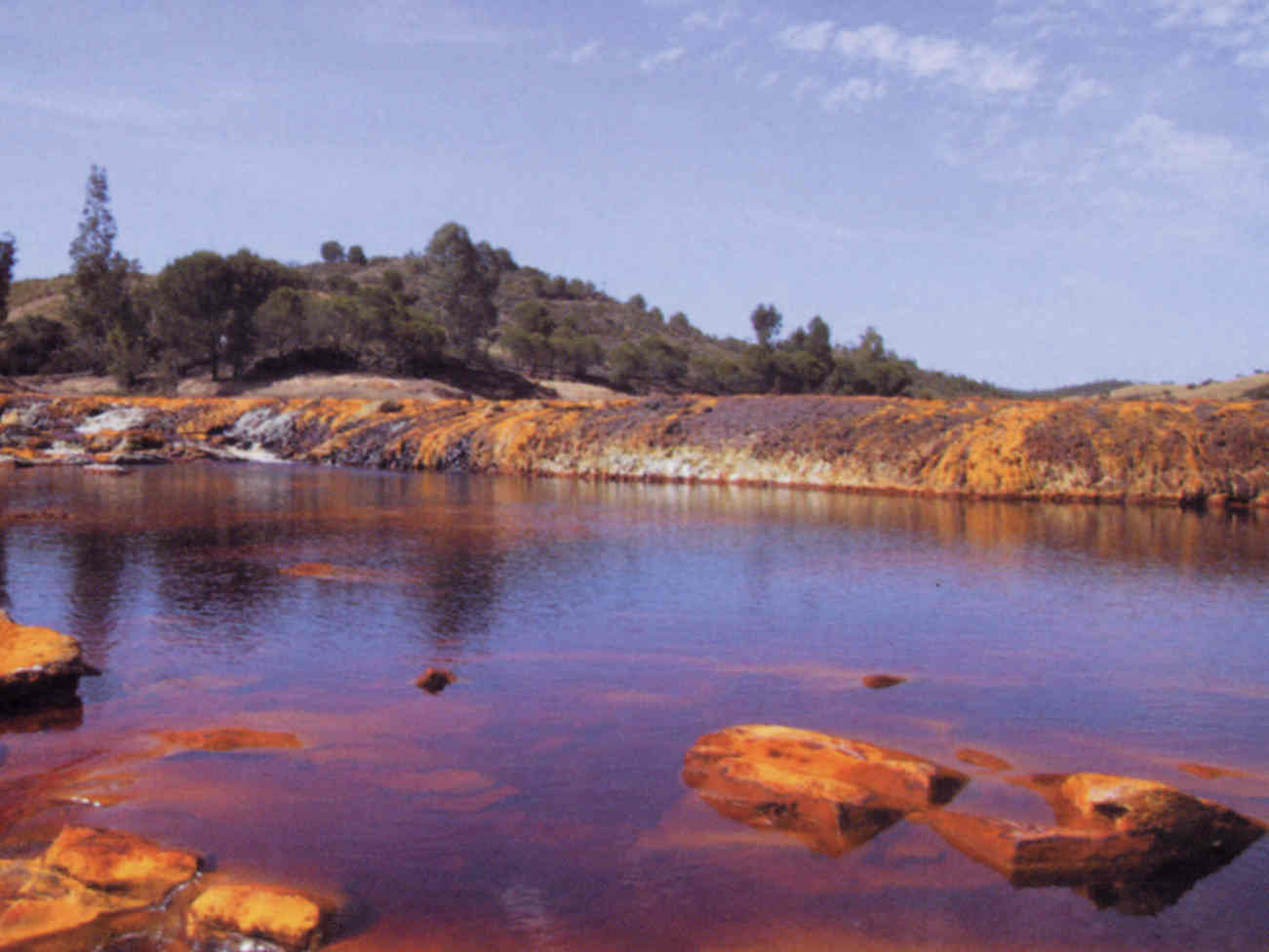
Rio Tinto.